# Carena del Soler
La Carena del Soler és una serra situada al municipi de Lladurs (Solsonès), amb una elevació màxima de 899,1 metres.